# XXX (ZZ Top)
XXX è un album in studio della band statunitense hard/blues rock ZZ Top, pubblicato nel 1999.

## Tracce
1. Poke Chop Sandwich – 4:50 (Gibbons; Hill; Beard)
2. Crucifixx-A-Flatt – 3:59 (Gibbons; Hill; Beard)
3. Fearless Boogie – 4:01 (Gibbons; Hill; Beard)
4. 36-22-36 – 2:36 (Gibbons; Hill; Beard)
5. Made Into A Movie – 5:13 (Gibbons, Hill; Beard)
6. Beatbox – 2:48 (Gibbons, Hill; Beard)
7. Trippin' – 3:55 (Gibbons; Hill; Beard)
8. Dreadmonboogaloo – 2:36 (Gibbons, Hill; Beard)
9. Live Intro by Ross Mitchell – 0:35
10. Sinpusher – 5:18 (Gibbons; Hill; Beard)
11. (Let Me Be Your) Teddy Bear – 5:21 (Mann; Lowe)
12. Hey Mr. Millionaire – 4:14 (Gibbons; Hill; Beard)
13. Belt Buckle – 4:05 (Gibbons; Hill; Beard)

## Formazione
- Billy Gibbons – voce, chitarra
- Dusty Hill – basso, voce
- Frank Beard – batteria, percussioni, voce